# Jessica Walter
Jessica Walter (Brooklyn, Nueva York; 31 de enero de 1941-Manhattan, Nueva York; 24 de marzo de 2021) fue una actriz estadounidense.

## Carrera artística
Trabajó en series de televisión como El Fugitivo (invitada en 1966 en la tercera temporada, capítulo 26 «El caballero blanco» como «Pat»), Arrested Development, 90210, y Archer. Fue la protagonista de Amy Prentiss, un spin-off de la serie Ironside, donde interpretó a una detective del departamento de policía de San Francisco (California). Ganó un premio Emmy por ese rol. También interpretó a Evelyn en Play Misty for Me (Escalofrío en la noche), debut en la dirección de Clint Eastwood que le valió la nominación a los Globos de Oro.
Falleció mientras dormía en su domicilio en Nueva York la noche del 24 de marzo de 2021, a los 80 años de edad.

## Filmografía
| Año       | Título                       | Rol                       | Notas                             |
| --------- | ---------------------------- | ------------------------- | --------------------------------- |
| 1964      | Lilith                       | Laura                     |                                   |
| 1966      | Grand Prix                   | Pat Stoddard              | Premios Globo de Oro              |
| 1966      | The Group                    | Libby                     |                                   |
| 1968      | Bye Bye Braverman            | Inez Braverman            |                                   |
| 1969      | Number One                   | Julie Catlan              |                                   |
| 1971      | Play Misty for Me            | Evelyn Draper             | Premios Globo de Oro (nominada)   |
| 1976      | Victory at Entebbe           | Nomi Haroun               |                                   |
| 1978      | Dr. Extraño                  | Morgan le Fay             | Película para televisión          |
| 1979      | Goldengirl                   | Melody                    |                                   |
| 1979      | The Concorde ... Airport '79 | Helen Patroni             | Escena eliminada, sin acreditar   |
| 1981      | Going Ape!                   | Fiona Sabatini            |                                   |
| 1982      | Spring Fever                 | Celia Berryman            |                                   |
| 1984      | Terror in the Aisles         | Evelyn Draper             | Fotos de archivo                  |
| 1984      | The Flamingo Kid             | Phyllis Brody             |                                   |
| 1988      | Tapeheads                    | Kay Mart                  |                                   |
| 1993      | Ghost in the Machine         | Elaine Spencer            |                                   |
| 1994      | PCU                          | President Garcia-Thompson |                                   |
| 1995      | Temptress                    | Dr. Phyllis Evergreen     |                                   |
| 1998      | Slums of Beverly Hills       | Doris Zimmerman           |                                   |
| 2001      | My Best Friend's Wife        | Mrs. Epstein              |                                   |
| 2003      | Dummy                        | Fern Schoichet            |                                   |
| 2006      | Unaccompanied Minors         | Cindi                     |                                   |
| 2012      | Bending the Rules            | Lena Gold                 |                                   |
| 2017      | Undercover Grandpa           | Maddy Harcourt            |                                   |
| 2009-2021 | Archer                       | Malory Archer             | Doblaje de personaje de animación |